# Тешиккуприктепа
Тешиккуприктепа или Тешиккупрюктепа, Ишаккуприктепа (узб. Teshikkoʻpriktepa) — археологический памятник V—XIII вв. Представляет собой неукреплённое поселение c цитаделью. 
Входит в список «Объектов материального культурного наследия Узбекистана республиканского значения».

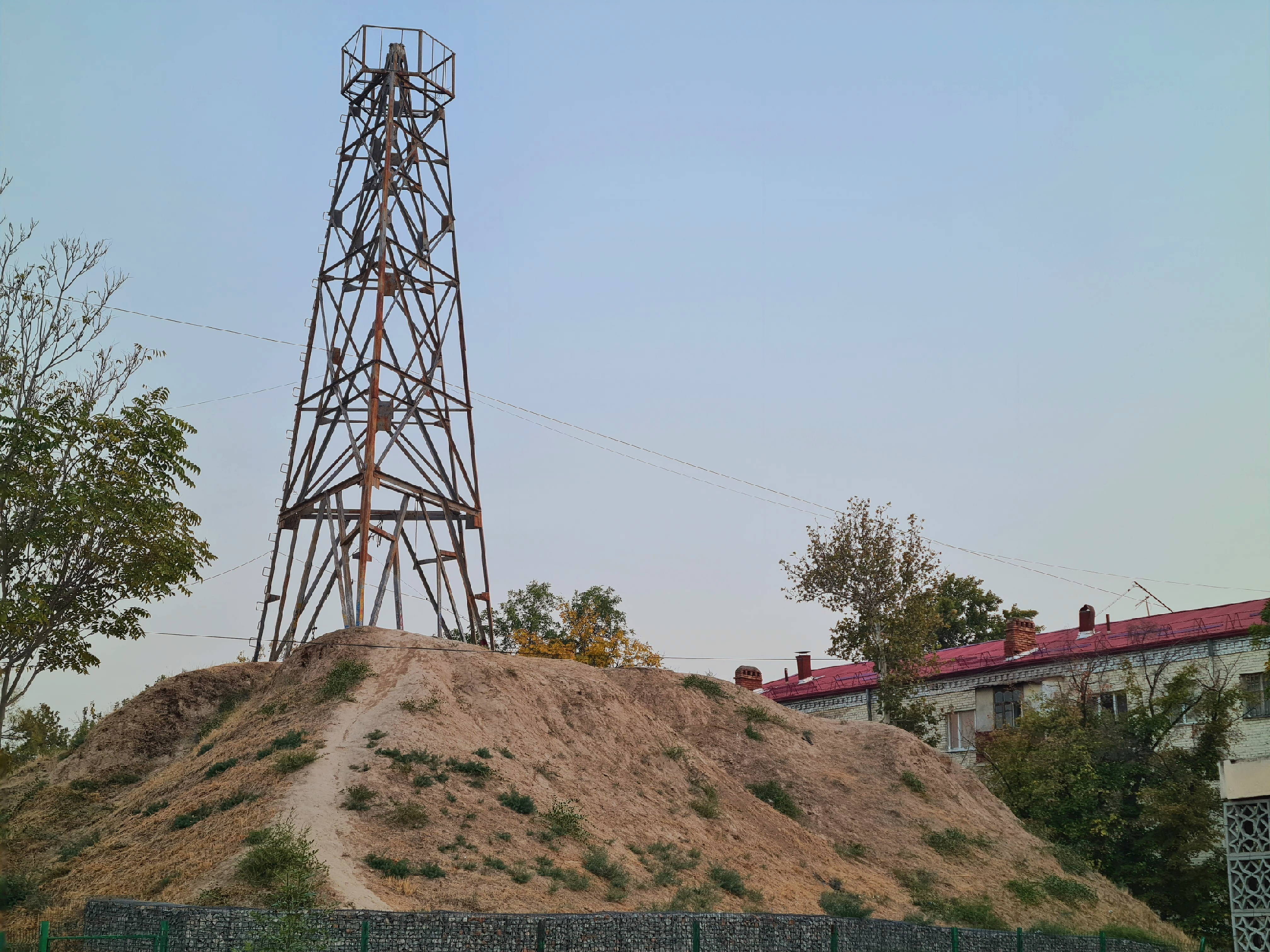
Тешиккуприктепа

## Расположение
Городище находится недалеко от станции метро Новза, на проспекте Дружбы народов города Ташкента.

## Характеристика
Сохранился небольшой останец цитадели, высотой до 6 метров. Общая площадь городища представляла собой прямоугольник размерами 500 на 600 метров. Цитадель была массивным сооружением из сырцового кирпича и пахсы, разделённым на отдельные помещения и окружённым мощной крепостной стеной. Время постройки центральной части замка V—VIII вв. Поселение было разрушено и сожжено во время арабского нашествия в VIII веке. Руины цитадели были вновь обжиты в IX—XII вв. В этот период времени на этом месте возник ремесленный посёлок, занимавшийся обработкой железа и изготовлением металлических изделий, ведущий активную торговлю с окружающими его селениями. Поселение было одной из торгово-ремесленных факторий, сложившихся вокруг новой столицы Чача Бинкета. Было окончательно разрушено в начале XIII века.
Остатки городища были основательно разрушены во время застройки этой территории города и прокладки метро, сохранился только холм шестиметровой высоты со срезанным сегментовидным куском. На срезе хорошо видна архитектурная составляющая памятника — стены из пахсы и кирпича. В отличие от типичных для времени постройки цитадели кёшков, здание не имело стилобата и было построено на уровне земли. Согласно датировке археологических находок период существования замка примерно датирован VI—VIII вв. Большое поселение занимавшееся обработкой железа относится к периоду X—XII вв., это поселение обжило в том числе и руины самого кёшка, что несколько нетипично для таких объектов.

## История открытия и изучения
В 1930-х годах несколько раз сбор материала проводился краеведом Д. Д. Букиничем. В 1950-х годах археологические наблюдения проводились кафедрой археологии ТашГУ. В 1962 году обследовано археологами К. А. Шахуриным и Ю. Ф. Буряковым. В 1968 году исследования проводились Ташкентской археологической экспедицией (М. И. Филанович и др.).